# Кахраман, Волкан
Волкан Кахраман (нем. и тур. Volkan Kahraman; 10 октября 1979, Вена — 8 февраля 2023, Вена) — австрийский футболист турецкого происхождения.

## Карьера
Волкан Кахраман родился в Вене и начал футбольную карьеру в молодёжной команде клуба «Аустрия». После успешных выступлений в юношеском составе он был приглашён в молодёжную команду роттердамского «Фейеноорда», где дебютировал в основном составе в возрасте 17 лет.
Его следующим клубом был клуб-спутник «Фейеноорда», «Эксельсиор». Затем полузащитник перебрался в Турцию, чтобы присоединиться к «Трабзонспору». После «Трабзонспора» он играл за «Эрзурумспор». В 2002 году вернулся в Австрию, подписав контракт с Суперфунд, а спустя год, благодаря удачным играм, перешёл в «Аустрию». Однако здесь ему пришлось сидеть на скамейке запасных, и та же участь постигла его в следующем клубе «Аустрия Зальцбург». В январе 2004 года футболист перебрался в греческий клуб Ксанти. Но и здесь его не выпускали на поле, и Кахраман вернулся в Австрию, в ЛАСК (Линц). После непродолжительного пребывания в «Пашинге» весной 2005 года он играл за «Линц», а перед сезоном 2006/2007 перебрался в «Швадорф». Весной он перешёл в «Айзенштадт» и, наконец, в июле 2007 года в венский «Фёрст». Летом 2008 года перешёл в венский клуб «Фаворитен». С весны 2009 года он выступал в лиге земли Бургенланд за «Пурбах», где был не только игроком, но и менеджером команды. Затем он перешёл в недавно основанный клуб «Бешикташ» (Вена), с ним прошёл путь до высшей лиги А (по состоянию на июнь 2014 года) и работал там тренером боевой команды до сезона 2014/2015.
В начале 2015 года недолго тренировал ФК Штурм в соседней Нижней Австрии, а также работал там спортивным директором. С лета 2015 года работал спортивным директором, а вскоре и тренером вновь созданного клуба «Мауэрверк» (ранее СК Кайзереберсдорф и Сербия 08). Его последней работой в футболе с 2019 по 2022 год стало пребывание в «Остбан XI», также венском клубе более низкого класса. Там же он был спортивным директором и тренером.
Кахраман трижды выступал за сборную Австрии. Дебют состоялся 21 августа 2002 года в товарищеском матче против сборной Швейцарии в Базеле, который австрийцы проиграли со счётом 2:3.

## Разное
На выборах в Национальный совет 2017 года Кахраман баллотировался от Австрийской народной партии.

## Смерть
8 февраля 2023 года Волкан Кахраман был застрелен в районе Вене-Зиммеринге после конфликта в кафе. Убийца покончил с собой. После траурной церемонии в отеле Han Renaissance Wien и вечерней молитвы в мечети Месджид-и Акса тело Кахрамана было перевезено в Турцию и похоронено в Самсуне, родном городе его семьи.